# София Вюртембергская (1563—1590)
София Вюртембергская (20 ноября 1563, Штутгарт, Герцогство Вюртемберг — 21 июля 1590, Фаха, Тюрингия) — герцогиня Саксен-Веймарская, первая супруга герцога Фридриха Вильгельма I.

## Биография
София родилась в Штутгарте и была младшей дочерью (и ребёнком) из двенадцати детей Кристофа Вюртембергского и Анны Марии Бранденбург-Ансбахской.
5 мая 1583 года София вышла замуж за герцога Саксен-Веймара Фридриха Вильгельма I. У них было шестеро детей, из которых лишь двое достигли взрослого возраста:
- Доротея Мария (8 мая 1584 — 9 сентября 1586)
- Иоганн Вильгельм (30 июня 1585 — 23 января 1587)
- Фридрих (26 сентября 1586 — 19 января 1587)
- Доротея София (19 декабря 1587 — 10 февраля 1645), княгиня-аббатиса Кведлинбургская
- Анна Мария (31 марта 1589 — 15 декабря 1626)
- умерший при родах сын (21 июля 1590)

26-летняя София умерла при родах в Фахе 21 июля 1590 года. Через год её супруг женился повторно.
- София Вюртембергская